# Clutia natalensis
Clutia natalensis là một loài thực vật có hoa trong họ Peraceae. Loài này được Bernh. mô tả khoa học đầu tiên năm 1845.